# Durrës distrikt
Durrësis distrikt (albanska: Rrethi i Durrësit) var ett av Albaniens 36 distrikt. Det hade ett invånarantal på 182 000 och en area av 433 km². Det var beläget i västra Albanien, och dess centralort var Durrësi. Andra städer i det här distriktet var Shijaku.